# Municipio de Tultepec
El municipio de Tultepec es uno de los 125 municipios en que se divide para su régimen interior el estado de México, México. Se encuentra localizado al norte del Valle de México y su cabecera es la ciudad de Tultepec. La población de la cabecera y gran parte del municipio se caracterizan por la fabricación y comercio de pirotecnia.

## Geografía
El municipio se localiza en la parte norte del estado en la Zona Metropolitana del Valle de México. Sus coordenadas geográficas extremas son latitud norte 19°38′ - 19°42′ de latitud norte y 99°4′ - 99°8′ de longitud oeste; se encuentra a una altitud de 2 200 a 2 400 metros sobre el nivel del mar. El territorio municipal es de 288 kilómetros cuadrados, y conforme al censo de población del año 2010, registra una densidad de población de 3418.53 habitantes/km².
Limita al noreste con el municipio de Nextlalpan y al noroeste con Melchor Ocampo, al este con un exclave en Tultitlán, al sureste con Coacalco de Berriozábal, al sur con otro sector del municipio de Tultitlán, y al poniente con Cuautitlán.

### Orografía
La orografía del municipio la compone el cerro de Otzolotepec (conocido como el cerro del Tule) que es la única elevación considerable en el municipio, el resto del municipio se encuentra sobre una planicie.

### Hidrografía
La hidrografía la integran:
Río Córdoba el cual es un ramal del río Cuautitlán derivado de la Pila Real de Atlamica cuyas aguas provienen del Lago de Guadalupe y son utilizadas por usuarios de la Unidad de Riego Cuautitlán para riego de la pequeña propiedad.
Río Chico el también es un ramal del río Cuautitlán y alimenta al ejido Teyahualco el cual riega aproximadamente 200 hectáreas.
En la parte norte del municipio se localiza el canal Castera, que se conecta al sistema de riego Teoloyucan.

### Clima
El clima corresponde al templado subhúmedo con lluvias en verano, con temperaturas entre los 28 y los 6 °C, de mayo a julio son los meses más calurosos y de diciembre a febrero los más fríos. La precipitación promedio anual es de 700 mm.

### Características uso del suelo
El suelo de Tultepec se destina al uso agrícola 56.84%, pecuario 2.7%, industrial 2%, urbano 31% y otros con el 7.4%.
| Mapas del municipio de Tultepec |
| \| \| \| Climas. \|             |
|                                 |
| Climas.                         |

## Demografía
De acuerdo con los resultados del Censo de Población y Vivienda de 2010 realizado por el Instituto Nacional de Estadística y Geografía la población total del municipio de Tultepec es de 91 808 habitantes, de los que 44 841 son hombres y 46 967 son mujeres.

### Localidades

Principales localidades del municipio de Tultepec.

En el municipio de Tultepec se localizan 10 localidades, las principales y su población en 2010 se enlistan a continuación:
| Localidad                              | Población (2010) |
| -------------------------------------- | ---------------- |
| Tultepec                               | 64 888           |
| Santiago Teyahualco                    | 17 594           |
| Fraccionamiento Paseos de Tultepec II  | 7 176            |
| San Antonio Xahuento                   | 740              |
| Ejido San Pablito (Paraje San Pablito) | 609              |
| Paraje Trigo Tenco                     | 546              |
| Barrio de San Martín                   | 244              |
| Rancho San Joaquín                     | 7                |
| Maite (Granja)                         | 3                |
| Rancho El Cuquío                       | 1                |
| Total municipio                        | 91 808           |

## Política
El gobierno del municipio de Tultepec corresponde a su ayuntamiento, que está conformado por el presidente municipal, un síndico procurador y un cabildo conformado por 10 regidores, seis de los cuales son electos por mayoría relativa y cuatro por el principio de representación proporcional. El presidente municipal, el síndico y los seis regidores de mayoría son electos mediante planilla única por voto popular, universal, directo y secreto para un periodo de tres años no reelegibe. 
Todos los funcionarios electos entran a ejercer su cargo el día 1 de enero del año siguiente a la elección.

### Representación legislativa
Para la división territorial es distritos electorales donde son electos los diputados locales y federales, el municipio de Tultepec se encuentra dividido de la siguiente manera:
Local:
- Distrito electoral local 19 del estado de México con cabecera en Cuautitlán.[5]

Federal:
- Distrito electoral federal 6 del estado de México con cabecera en Coacalco.[6]

### Presidentes municipales
- (1973 - 1976): Mauro Félix Urban Viquez
- (1987 - 1990): Rosendo Ávalos Sánchez
- (1990 - 1993): Carlos Martínez Díaz
- (1993 - 1995): Fernando Cervantes Urban
- (1995 - 1996): José Manuel Cervantes Camacho
- (1996 - 2000): Dionicia Vázquez García
- (2000 - 2003): Salomón Pedro Flores Pimentel
- (2003 - 2006): Armando Portuguez Fuentes
- (2006 - 2009): Ramón Sergio Luna Cortés
- (2009 - 2012): Armando Portuguez Fuentes
- (2012 - 2015): Ramón Sergio Luna Cortés
- (2015 - 2018): Armando Portuguez Fuentes
- (2018 - 2020): Armando Portuguez Fuentes - Fallecido 23/05/2020
- (2020 - 2021): Marco Antonio Cruz Cruz Presidente Interino
- (Oct-Dic - 2021): Edgar Adrián Hernández Márquez Presidente Sustituto
- (2021 - 2024): Ramón Sergio Luna Cortés
- (2024- actual): Ramón Sergio Luna Cortés